# Томмі Еммануель
Вільям Томас «Томмі» Еммануель, AM  (англ. William Thomas "Tommy" Emmanuel; нар. 31 травня 1955) — видатний австралійський гітарист, відомий своїм унікальним стилем гри пальцями. У 2008 та 2010 роках популярне британське видання Guitar Player визнавало Томмі Еммануеля «Найкращим „акустичним“ гітаристом» за результатами опитування серед читачів.

## Біографія
Томмі народився в Австралії у 1955 році. Вперше він взяв гітару до рук у 1959, коли йому було всього 4 роки. Коли маленькому Томмі було 7, він почув по радіо Чета Аткінса. Він дуже добре пам'ятає цю мить та говорить, що це надихнуло його.
У дев'ять років, в 1964, він вже працював як професійний музикант. Усвідомлюючи музикальні здібності Томмі та його брата Філа, батько створює сімейну групу, продає дім та вирушає разом із родиною у дорогу. Більша частина дитинства Томмі пройшла у турах, коли родина жила у своїй машині. Томмі грав на ритм-гітарі та дуже рідко ходив до школи. Життя у дорозі було складним для родини. Вони були бідні, іноді голодували, ніколи не застоювались на одному місті. Часто батько їхав вперед, організовував концерти у невеличких музичних крамницях, інтерв'ю. У підсумку, управління освіти вирішило, що діти родини Еммануль повинні ходити до школи більш регулярно.
Після смерті батька у 1966, родина осіла у місті Паркс. Томмі переїхав до Сіднея, де його знали по перемогам у цілій низці конкурсів.
 У другій половині сімдесятих він з братом грав у групі «Goldrush», а також працював сесійним музикантом у різних виконавців. Через деякий час він здобув популярність, будучи лід-гітаристом у групі The Southern Star Band, що виступала з Дугом Паркінсоном. На початку вісімдесятих Томмі долучився до оновленої групи Dragon Band, що була популярна у сімдесятих. Він їздив з групою у багато турів (серед них тур з Тіною Тернер у 1987), але згодом залишив Dragon Band, щоб зосередитися на сольній кар'єрі.
У своєму творчому житті Томмі Еммануель грав з такими видатними музикантами, як Чет Аткінс, Ерік Клептон, Лес Пол, та з іншими.
В 1994 році він почав грати у групі Джона Фарнама. Ветеран австралійської музики Джон Фарнам запросив його грати на благодійному концерті для африканської країни Руанда.
Томмі та його брат Філ виступали на церемонії закриття Літніх Олімпійських ігор 2000 р. Ця подія транслювалася на весь світ; її подивилися більш ніж 2,85 мільярди осіб. Коли брати грали разом, то іноді вони грали на одній гітарі одночасно.
У жовтні 2002 Томмі запросили зіграти народну австралійську пісню Waltzing Matilda у Вашингтонському кафедральному соборі для постраждалих від вибухів на Балі.
У грудні 2007 лікарі діагностували у нього проблемі із серцем. Томмі зробив паузу від виснажливих турів, але повернувся до активної концертної діяльності вже на початку 2008.
У січні 2010 Томмі Еммануель продав три свої гітари на інтернет-аукціоні eBay, а кошти за них направив до UNICEF у фонд допомоги постраждалим від землетрусу на Гаїті.
В червні 2010 року Вільям Томас Еммануель став членом Ордену Австралії.

## Музичний стиль
Томмі Еммануель говорить, що уже дуже юному віці був у захваті від техніки гри Чета Аткінса — басові ноти граються великим пальцем, водночас мелодія грається двома або трьома пальцями (вказівний, середній, безіменний пальці). Ця техніка і стала основою стилю гри Томмі Еммануеля.
Томмі Еммануель ніколи не вчився професійній грі на гітарі, що не завадило йому здобути любов фанів по всьому світу. Також він грає на корпусі гітари перкусійні частини своїх композицій та використовує мінімум звукових ефектів.
Цікаво, що майже усі студійні записи записані Томмі Еммануелем з першої спроби.
Його головна гітара — Maton EBG808.

## Співпраця з Четом Аткінсом
Коли Томмі був молодим, він написав листа Чету Аткінсу у Нешвілл та отримав запрошення у гості.
У 1997, Еммануель та Аткінс записали дуетний альбом The Day Finger Pickers Took Over The World, який став останнім у житті Аткінса.
У липні 1999 Чет Аткінс дав Томмі Еммануелю звання Certified Guitar Player.

## Дискографія
- 1979 From Out Of Nowhere
- 1987 Up From Down Under
- 1990 Dare to Be Different
- 1992 Determination
- 1993 The Journey
- 1993 The Journey Continues
- 1995 Initiation
- 1995 Terra Firma (за братом, Філом)
- 1995 Classical Gas
- 1996 Can't Get Enough
- 1997 Midnight Drive (видання Can't Get Enough для США)
- 1997 The Day Finger Pickers Took Over The World (With Chet Atkins)
- 1998 Collaboration
- 2000 Only
- 2001 The Very Best of Tommy Emmanuel
- 2004 Endless Road
- 2005 Live One
- 2006 Happy Hour
- 2006 The Mystery
- 2008 Center Stage
- 2009 Just Between Frets
- 2010 Little by Little
- 2010 Tommy Emmanuel Essential 3.0

11 липня 2006 Томмі Еммануель випустив DVD «Live At Her Majesty's Theatre, Ballarat, Australia».
Томмі випустив 3 навчальних відео: Guitar Talk (1993), Up Close (1996), Emmanuel Labor (2008).